# 16481 Thames
16481 Thames este o planetă minoră (asteroid), cu un diametru de 12,731 km, din centura de asteroizi. A fost descoperită pe 16 august 1990 la Observatorul La Silla de Eric Walter Elst. 
Obiectul prezintă o orbită caracterizată de o semiaxă mare de 2,9167759 UAi, o excentricitate de 0,18, o înclinație de 2,3803 ° în raport cu ecliptica.